# Authorpe
Authorpe est une paroisse civile et un village du Lincolnshire, en Angleterre.